# Dzyanis Kowba
Dzyanis Iouriévitch Kowba (en biélorusse : Дзяніс Юр'евіч Коўба) ou Denis Iouriévitch Kovba (en russe : Денис Юрьевич Ковба) est un footballeur biélorusse, né le 6 septembre 1979 à Vitebsk et mort le 18 novembre 2021 de la covid-19. Il évolue au poste de milieu défensif.

## Palmarès
- Sparta Prague
  - Champion de Tchéquie en 2010.